# Royal Rumble (2000)
Royal Rumble 2000 fue la decimotercera edición del Royal Rumble, un evento pago por visión de lucha libre profesional, producido por la World Wrestling Federation. Tuvo lugar el 23 de enero de 2000 desde el Madison Square Garden en Nueva York. 

## Resultados
- Tazz derrotó a Kurt Angle (3:16)
  - Tazz dejó KO a Angle con una "Tazzmission".
  - Esta lucha fue el debut de Tazz en la WWF
  - Esta fue la primera derrota de Angle en la WWF, cortando un invicto de casi 2 meses
- The Hardy Boyz (Matt & Jeff) derrotaron a The Dudley Boyz (Bubba Ray y D-Von) en el primer Tag Team Elimination Table Match (10:17)
  - Matt y Jeff eliminaron a Bubba Ray después de un "Event Omega" en una mesa. (4:11)
  - Bubba Ray y D-Von eliminaron a Matt después de un "Asisted Second Rope Powerbomb" hacia una mesa. (6:32)
  - Jeff eliminó a D-Von después de un "Swanton Bomb" desde un balcón en la entrada hacia una mesa. (10:17)
- Mae Young derrotó a The Kat, Terri Runnels, Barbara Bush, Jacqueline, Luna Vachon & Ivory en un Swimsuit Contest para coronarse cómo Miss Royal Rumble
  - Durante el concurso Mae Young se desnudó y Mark Henry se la llevó a camarines.
- Chris Jericho (c) derrotó a Hardcore Holly y a Chyna (c) en un Triple Threat Match ganando la posesión única del Campeonato Intercontinental (7:30)
  - Jericho cubrió a Chyna después de un "Lionsault".
  - Chyna y Jericho eran co-campeones antes de la lucha.
- The New Age Outlaws (Road Dogg & Mr. Ass) derrotaron a The Acolytes (Faarooq & Bradshaw) reteniendo el Campeonato en Parejas de la WWF (2:35)
  - Mr. Ass cubrió a Bradsahw después de una "Famouser"
  - Durante la lucha, X-Pac intervino a favor de Road Dogg y Mr. Ass.
- Triple H derrotó a Cactus Jack en una Street Fight Match reteniendo el Campeonato de la WWF (26:51)
  - Triple H cubrió a Jack después de un "Pedigree" sobre tachuelas.
  - Después de la lucha Cactus Jack atacó a Triple H, quien estaba sobre una camilla.
  - Durante la lucha The Rock atacó a Triple H.
  - Durante la lucha Hugo Savinovich fue noqueado por Cactus Jack, ya que el primero escondió un bate con alambre de púas que Earl Hebner confiscó a Cactus.
- The Rock ganó el Royal Rumble 2000 (51:49)
  - The Rock eliminó finalmente a The Big Show, ganando la lucha.

## Entradas y eliminaciones del Royal Rumble

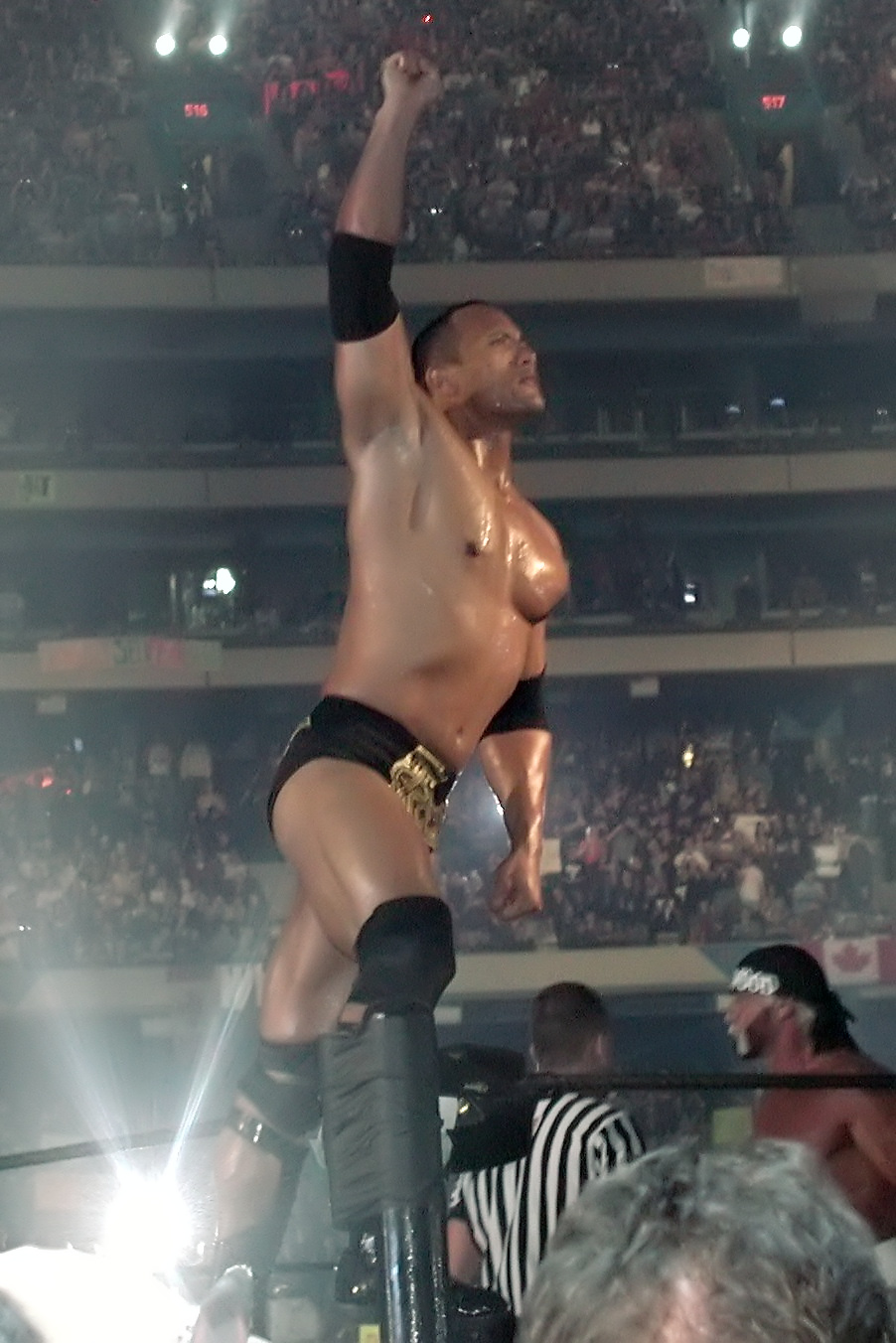
The Rock, el ganador del Royal Rumble 2000.

Los participantes ingresaron aproximadamente cada 90 segundos.
| Entradas | Entradas            | Eliminado por | Eliminado por                                                   | Tiempo |
| -------- | ------------------- | ------------- | --------------------------------------------------------------- | ------ |
| 1        | D'Lo Brown          | 3             | Rikishi                                                         | 06:08  |
| 2        | Grand Master Sexay  | 4             | Rikishi                                                         | 07:42  |
| 3        | Mosh                | 1             | Rikishi                                                         | 03:37  |
| 4        | Christian           | 2             | Rikishi                                                         | 02:08  |
| 5        | Rikishi             | 8             | Big Boss Man, Test, British Bulldog, Gangrel, Edge and Backlund | 16:23  |
| 6        | Scotty 2 Hotty      | 5             | Rikishi                                                         | 01:02  |
| 7        | Steve Blackman      | 6             | Rikishi                                                         | 00:44  |
| 8        | Viscera             | 7             | Rikishi                                                         | 01:25  |
| 9        | The Big Boss Man    | 15            | The Rock                                                        | 22:47  |
| 10       | Test                | 17            | Big Show                                                        | 26:17  |
| 11       | The British Bulldog | 13            | Road Dogg                                                       | 15:22  |
| 12       | Gangrel             | 18            | Big Show                                                        | 23:19  |
| 13       | Edge                | 14            | Snow and Venis                                                  | 14:48  |
| 14       | Bob Backlund        | 9             | Jericho                                                         | 02:00  |
| 15       | Chris Jericho       | 10            | Chyna                                                           | 03:47  |
| 16       | Crash Holly         | 16            | The Rock                                                        | 14:54  |
| 17       | Chyna               | 11            | Big Boss Man                                                    | 00:37  |
| 18       | Faarooq             | 12            | Big Boss Man                                                    | 00:18  |
| 19       | Road Dogg           | 25            | Gunn                                                            | 19:02  |
| 20       | Al Snow             | 24            | The Rock                                                        | 17:17  |
| 21       | Val Venis           | 20            | Kane                                                            | 11:47  |
| 22       | Prince Albert       | 21            | Kane                                                            | 11:23  |
| 23       | Hardcore Holly      | 22            | Snow                                                            | 11:48  |
| 24       | The Rock            | -             | Ganador                                                         | 14:47  |
| 25       | Billy Gunn          | 26            | Kane                                                            | 09:38  |
| 26       | The Big Show        | 29            | The Rock                                                        | 11:12  |
| 27       | Bradshaw            | 19            | Road Dogg y Gunn                                                | 00:25  |
| 28       | Kane                | 27            | X-Pac                                                           | 06:11  |
| 29       | The Godfather       | 23            | Big Show                                                        | 01:32  |
| 30       | X-Pac               | 28            | Big Show                                                        | 03:32  |

- En realidad X-Pac fue eliminado por The Rock pero al no ser visto por los árbitros quienes estaban distraídos debido a un combate en el otro lado del ring entre Billy Gunn, Road Dogg (quienes ya estaban eliminados) y Kane, volvió al ring. Sin embargo fue nuevamente expulsado por Big Show.
- Durante el combate interfirieron TAKA Michinoku y Funaki. En la segunda intervención, TAKA cayó mal fuera del ring, lesionándose su brazo.
- The Mean Street Posse intervino dos veces en la lucha en atacando a Faarooq y Bradshaw, costándole la lucha y haciendo que ambos durarán menos de un minuto en el ring.
- Big Show, quien fue el último hombre eliminado, reclamó que él había ganado el Royal Rumble del 2000, ya que ambos pies de The Rock tocaron el piso primero. Después mostró un video probando que él estaba en lo correcto, y fue recompensado con una lucha con The Rock por el título en Wrestlemania. (Big Show ganó su lucha al derrotar a The Rock en el siguiente PPV No Way Out, pero The Rock fue también recompensado con una lucha por el título). Sin embargo The Rock es considerado como el ganador del Royal Rumble del 2000.

## Otros roles
| Comentaristas en inglés - Jerry "The King" Lawler - Jim Ross Comentaristas en español - Carlos Cabrera - Hugo Savinovich Árbitros - Jack Doan - Earl Hebner - Jim Korderas - Theodore Long - Chad Patton - Mike Sparks - Tim White | Entrevistadores - Jonathan Coachman - Michael Cole Anunciadores - Howard Finkel |